# Porfirismo

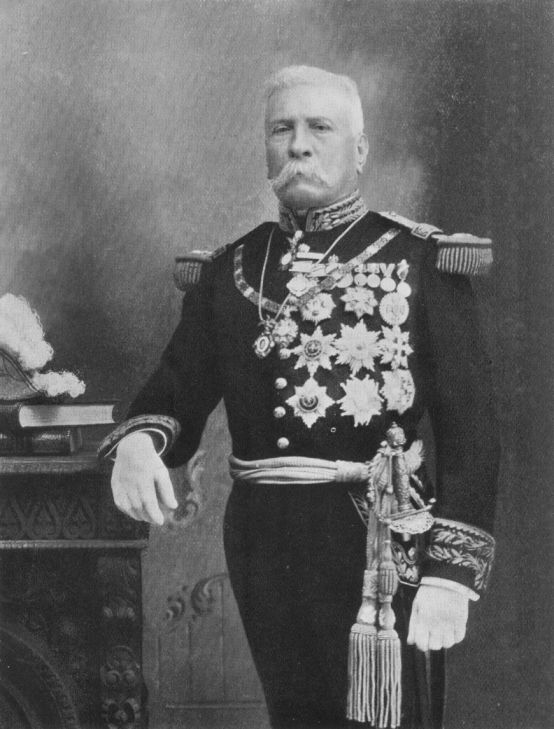
Retrato de Porfirio Díaz, dictador mexicano que gobernó de 1884 a 1911.

El porfirionismo es una ideología política autoritaria y personalista inspirada en la figura del general Porfirio Díaz, quien mantuvo una dictadura en México entre 1876 y 1911. Dichos ideales marcaron el comienzo de un período de política de derecha y extrema derecha en aquel país. El porfirionismo se caracteriza por su conservadurismo, militarismo y nacionalismo.
Bajo la administración de Díaz, el país experimentó una paz duradera llamada Pax Porfiriana, a menudo debido a la militarización de los rurales y la eliminación de opositores políticos que ayudaron a lograr inversiones extranjeras en México, una rápida industrialización, militarización y modernización de la cultura social en donde se adoptó la frase «Orden y progreso» para alcanzar estos ideales a toda costa.

## Historia

### Orden político
A partir del segundo mandato de Díaz (1884-1888), tras el interregno del presidente González, el régimen se ha caracterizado como una dictadura, sin oponentes de Díaz elegidos para el Congreso y Díaz permaneciendo en el cargo con elecciones antidemocráticas. El Congreso fue el sello de aprobación de Díaz para la legislación. La estabilidad interna, a veces llamada la Pax Porfiriana, fue acompañada de la creciente fortaleza del Estado mexicano, impulsada por mayores ingresos provenientes de una economía en expansión. Díaz reemplazó a varios líderes regionales independientes con hombres leales a él y sofocó el descontento cooptando a los "out" políticos convirtiéndolos en intermediarios con inversionistas extranjeros, permitiendo su enriquecimiento personal. Para consolidar aún más el poder estatal, el mismo Díaz nombró jefes políticos  responsables ante el gobierno central, quienes comandaban las fuerzas locales. Las políticas de conciliación, cooptación y represión permitieron al régimen mantener el orden durante décadas.  En el centro de México, las comunidades indígenas que habían ejercido control político y económico sobre sus tierras y poblaciones fueron socavadas por el régimen de Díaz mediante la expropiación de tierras y el debilitamiento o la ausencia de liderazgo indígena. La expropiación de las tierras de las aldeas se produjo a medida que se expandieron las haciendas, a menudo propiedad de inversores extranjeros. Díaz utilizó la coerción para reprimir el poder democrático, utilizando la política de pan o palo o "pan o porra". Esto le permitió nombrar gobernadores estatales que podían hacer lo que quisieran con las poblaciones locales, siempre y cuando no interfirieran con las operaciones de Díaz.  Este proceso es conocido en el estado de Morelos antes de la Revolución Mexicana, cuando Emiliano Zapata surgió como líder en Anenecuilco para defender las tierras y los derechos del pueblo. Dado que el régimen de Díaz pretendía reconciliar a los inversores extranjeros y los grandes propietarios, extranjeros y nacionales, las aldeas indígenas sufrieron política y económicamente.  
Cuando Díaz llegó al poder en 1876, la frontera norte de México con Estados Unidos se convirtió en una región de tensión y conflicto, que debía resolverse para que el régimen de Díaz fuera reconocido como el gobierno soberano de México. Grupos indígenas y ladrones de ganado merodeaban en la región fronteriza. Los apaches no reconocieron la soberanía de Estados Unidos ni de México sobre sus territorios, pero utilizaron la división internacional a su favor, atacando en un lado de la frontera y buscando refugio en el otro. Los ladrones robaron ganado y también utilizaron la frontera para escapar de las autoridades. Estados Unidos utilizó la cuestión fronteriza como una razón para negar el reconocimiento del régimen de Díaz y continuó un conflicto internacional de bajo nivel. La cuestión del reconocimiento finalmente se resolvió cuando el gobierno de Díaz otorgó generosas concesiones a destacados promotores estadounidenses de inversiones en México, quienes presionaron al presidente Rutherford B. Hayes para que otorgara el reconocimiento en 1878. Para Díaz estaba claro que debía mantenerse el orden por encima de todas las demás consideraciones. 
La agitación de más de una década de guerra (1857-1867) y la perturbación económica dieron lugar al bandidaje. Para combatir esto, durante la administración del presidente civil Benito Juárez, una pequeña y eficiente fuerza policial rural bajo su control, conocida como los Rurales, fue una herramienta para imponer el orden. Cuando Díaz asumió la presidencia, amplió el tamaño y alcance de las Rurales ; estaban bajo su mando y control de una manera que no lo estaba el ejército mexicano. El lema del Porfiriato, "orden y progreso", afirmaba que sin orden político, el desarrollo económico y el crecimiento —el progreso— eran imposibles. Los inversores no estarían dispuestos a arriesgar su capital si las condiciones políticas fueran inestables.  
La construcción de ferrocarriles le dio al gobierno un más control efectivo de muchas regiones de México que habían mantenido un nivel de independencia debido a su distancia de la capital y falta de comunicaciones. La construcción de líneas telegráficas a lo largo de las vías del ferrocarril facilitó aún más el control del gobierno, de modo que las órdenes desde la Ciudad de México se transmitían instantáneamente a los funcionarios de otros lugares. El gobierno podría responder rápidamente a las revueltas regionales cargando a los Rurales armados y sus caballos en trenes para sofocar los disturbios. A finales del siglo XIX la violencia había desaparecido casi por completo.

## Neoporfirismo

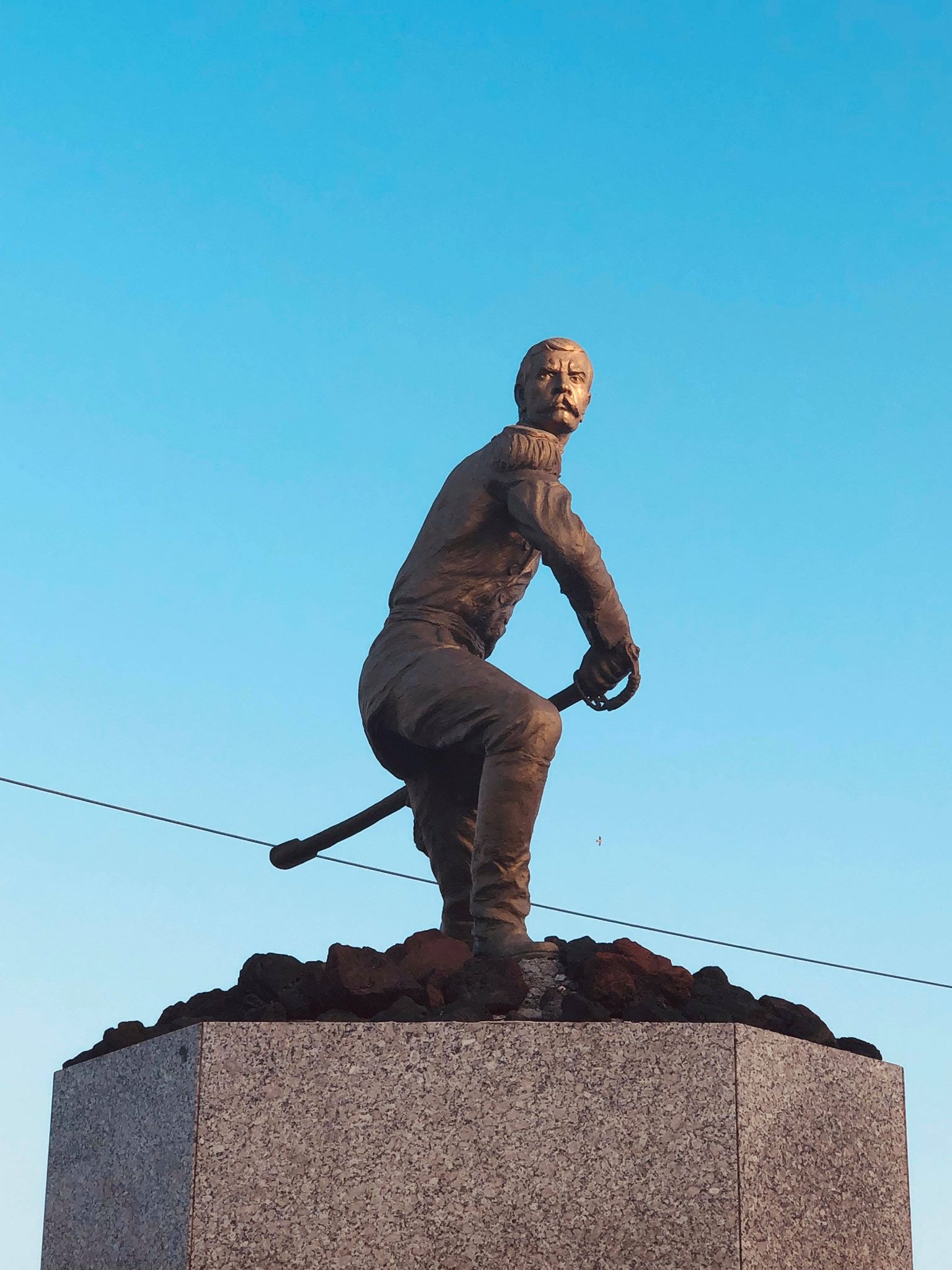
Estatua de Porfirio Díaz en la Ciudad de Matamoros.

El porfirismo y su legado aún es un objeto de debate en la sociedad mexicana. El presidente Andrés Manuel López Obrador publicó un libro titulado Neoporfirismo: Hoy como ayer en el que afirma que las políticas de Porfirio Díaz nunca desaparecieron después de la Revolución Mexicana, sino que se adaptaron y fueron implementadas en el Partido Revolucionario Institucional tras la adquisición de posturas neoliberales en los años 1980. También hace una comparación entre el estado unipartidista del PRI e la administración del Partido Acción Nacional (PAN) de los años 2000 como la forma de un «Neoporfiriato».